# انتونیو سدرس
انتونیو سدرس (انگلیسی: Antonio Cedrés; ۲۸ اکتبر ۱۹۲۷ – ۱۴ اکتبر ۲۰۱۵) بازیکن فوتبال اهل اسپانیا بود.
از باشگاه‌هایی که در آن بازی کرده‌است می‌توان به باشگاه فوتبال رئال بتیس و باشگاه فوتبال لاس پالماس اشاره کرد.